# Псалом 86
Псалом 86 (у масоретській нумерації — 87) — вісімдесять шостий псалом із Книги псалмів, написаний синами Корах. Псалом описує Єрусалим як центр світу, де Бог розмістив Тору.

## Контекст
Сіон — це ханаанська назва невеликого пагорбу між Кедронською і Тиропеонською долиною. Він розташований у Старому місті Єрусалима, яке Давид зробив столицею. Сіон був частиною території, де був побудований Храм Соломона. Псалом починається з розповіді про роль Сіону, звертаючи увагу на славу міста. З універсальної перспективи, він є матір'ю всіх людей.

## Дата
Зазвичай псалом датується перським періодом, оскільки він повинен був написаний у той час, коли території Ізраїля простягалися аж до Ефіопії. Фрідріх Бетґен і Ганс Кесслер датують псалом періодом до Вавилонського полону через згадку про місто Вавилон.

## Текст
| Вірш | Гебрейська мова                                          | Давньогрецька мова (Септуаґінта)                                                                                           | Латинська мова (Вульгата)                                                                                     | Українська мова (Переклад Хоменка)                                                                |
| ---- | -------------------------------------------------------- | --- | --- | ------------------------------------------------------------------------------------------------- |
| 1    | לִבְנֵי-קֹרַח, מִזְמוֹר שִׁיר: יְסוּדָתוֹ, בְּהַרְרֵי-קֹדֶשׁ                   | Τοῖς υἱοῖς Κορε ψαλμὸς ᾠδῆς. Οἱ θεμέλιοι αὐτοῦ ἐν τοῖς ὄρεσιν τοῖς ἁγίοις·                                                 | Filiis Core. Psalmus cantici. [Fundamenta ejus in montibus sanctis;                                           | Синів Кораха. Пісня. Псалом. Оселю свою на святих горах                                           |
| 2    | אֹהֵב יְהוָה, שַׁעֲרֵי צִיּוֹן-- מִכֹּל, מִשְׁכְּנוֹת יַעֲקֹב                   | ἀγαπᾷ κύριος τὰς πύλας Σιων ὑπὲρ πάντα τὰ σκηνώματα Ιακωβ.                                                                 | diligit Dominus portas Sion super omnia tabernacula Jacob.                                                    | Господь Бог любить; брами Сіону понад усі Якова намети.                                           |
| 3    | נִכְבָּדוֹת, מְדֻבָּר בָּךְ-- עִיר הָאֱלֹהִים סֶלָה                         | δεδοξασμένα ἐλαλήθη περὶ σοῦ, ἡ πόλις τοῦ θεοῦ. διάψαλμα.                                                                  | Gloriosa dicta sunt de te, civitas Dei!                                                                       | Преславні речі говорять про тебе, місто Боже!                                                     |
| 4    | אַזְכִּיר, רַהַב וּבָבֶל-- לְיֹדְעָי: הִנֵּה פְלֶשֶׁת וְצֹר עִם-כּוּשׁ; זֶה, יֻלַּד-שָׁם | μνησθήσομαι Ρααβ καὶ Βαβυλῶνος τοῖς γινώσκουσίν με· καὶ ἰδοὺ ἀλλόφυλοι καὶ Τύρος καὶ λαὸς Αἰθιόπων, οὗτοι ἐγενήθησαν ἐκεῖ. | Memor ero Rahab et Babylonis, scientium me; ecce alienigenæ, et Tyrus, et populus Æthiopum, hi fuerunt illic. | Рагав зачислю й Вавилон до тих, що мене знають: ось Філістія, Тир і Куш, — «і ці там народились». |
| 5    | וּלְצִיּוֹן, יֵאָמַר-- אִישׁ וְאִישׁ, יֻלַּד-בָּהּ; וְהוּא יְכוֹנְנֶהָ עֶלְיוֹן       | Μήτηρ Σιων, ἐρεῖ ἄνθρωπος, καὶ ἄνθρωπος ἐγενήθη ἐν αὐτῇ, καὶ αὐτὸς ἐθεμελίωσεν αὐτὴν ὁ ὕψιστος.                            | Numquid Sion dicet: Homo et homo natus est in ea, et ipse fundavit eam Altissimus?                            | А про Сіон казатимуть: «І цей і той там народився!» І сам Всевишній його утверджує.               |
| 6    | יְהוָה - יִסְפֹּר, בִּכְתוֹב עַמִּים: זֶה יֻלַּד-שָׁם סֶלָה                   | κύριος διηγήσεται ἐν γραφῇ λαῶν καὶ ἀρχόντων τούτων τῶν γεγενημένων ἐν αὐτῇ. διάψαλμα.                                     | Dominus narrabit in scripturis populorum et principum, horum qui fuerunt in ea.                               | Господь лічитиме в списку народів: «І цей там народився».                                         |
| 7    | וְשָׁרִים כְּחֹלְלִים-- כָּל-מַעְיָנַי בָּךְ                               | ὡς εὐφραινομένων πάντων ἡ κατοικία ἐν σοί.                                                                                 | Sicut lætantium omnium habitatio est in te.]                                                                  | Співатимуть і танцюватимуть: «Усі мої джерела в тобі!»                                            |

## Літургійне використання

### Християнство

#### Католицька церква
Відповідно до статуту Бенедикта 530 року цей псалом читали або співали під час ранішньої відправи у п'ятницю. 
У Літургії годин псалом 86 співається або читається на лаудах у четвер третього тижня.

## Використання у музиці
Приблизно у 1680 році Марк Антуан Шарпантьє написав твір «Fudamenta ejus in montibus sanctis», H 187 для трьох голосів і баса.